# 天野彬
天野 彬（あまの あきら、1986年（昭和61年）6月22日 - ）は、日本のメディア研究者、著作家、メディアコンサルタント、マーケター。
現在は電通メディアイノベーションラボ主任研究員を務め、SNSの動向や若者のコミュニケーション実態について、著作やメディア出演を通じてオピニオンを発信している。SNS活用に関するコンサルティングやそのキャンペーン設計についても多数手がける。
日経電子版Think! エキスパートコメンテーター、Forbes JAPANオフィシャルコラムニスト、Surfvote公式イシュー執筆者、明治学院大学社会学部非常勤講師などを務めている。

## 人物・経歴
東京都品川区出身。弁理士の父とピアニストの母との間に生まれる。
2006年4月、一橋大学社会学部入学（2010年3月卒業）。加藤哲郎ゼミでインターネットコミュニケーションの社会学について学ぶ。
2010年4月、東京大学大学院情報学環・学際情報学府入学。2012年3月東京大学大学院情報学環・学際情報学府修士課程修了（学位：Master of Arts and Sciences）。水越伸研究室で、モバイルコミュニケーションを活用したUser Generated Content (UGC) のあり方、そこから展望されるオンライン時代のコミュニティのあり方について研究。修士号取得論文は、「ARによる公共的コミュニケーションの可能性と課題―広島における地域コミュニティ構築の試みを事例として―」。
大学院在学中には、電通と博報堂、九州大学大学院芸術工学研究院による産学連携の「MIRAI DESIGN LAB.」に、コンペを勝ち抜いた学生チームの一員として参加。「信任貨幣 (Confidence Currency)」という既存のお金の問題点を解決し、人と人との間をより良いかたちで結んでいくような貨幣のあり方を提案した。成果アイデアは『二十年先の未来はいま作られている』（日本経済新聞出版社、2012年）として出版されている。
2012年4月、株式会社電通入社。マーケティング部門、新規事業開発部門を経て、電通メディアイノベーションラボにて研究・コンサルティング業務に従事。ソーシャルメディア／SNSといったコミュニケーションテクノロジーの進化と、若者の価値観や情報行動にフォーカスした知見開発に定評がある。「マス型・インフルエンサー型・シミュラークル型の情報伝播」「情報との出会いはググるからタグるへ」「動画時代のES-M-L（消える、盛る、ライブ）」「AISASからALSASへ」「HYPE消費」などのキーワードを提唱。
日経Think! エキスパートコメンテーター、Forbesオフィシャルコラムニストなどを務め業界のソートリーダーとしても活動しつつ、明治学院大学社会学部非常勤講師をはじめ研究教育業務にも携わる。

## 著書

### 単著
- 『シェアしたがる心理―SNSの情報環境を読み解く７つの視点―』（宣伝会議、2017年）
- 『SNS変遷史―「いいね！」でつながる社会のゆくえ』（イースト新書、2019年）
- 『新世代のビジネスはスマホの中から生まれる―ショートムービー時代のSNSマーケティング―』（世界文化社、2022年）

### 共著
- 『二十年先の未来はいま作られている』（日本経済新聞出版社、2012年）
- 『情報メディア白書2016』（ダイヤモンド社、2016年）
- 『情報メディア白書2017』（ダイヤモンド社、2017年）
- 『情報メディア白書2018』（ダイヤモンド社、2018年）
- 『情報メディア白書2019』（ダイヤモンド社、2019年）
- 『情報メディア白書2020』（ダイヤモンド社、2020年）
- 『仕事に「好き」を、混ぜていく。 あなたのB面を本業に生かすヒント』（電通Bチーム編著、翔泳社、2020年）
- 『ニューコンセプト大全 仕事のアイデアが生まれる50の思考法』（電通Bチーム編著、KADOKAWA、2020年）
- 『情報メディア白書2021』（ダイヤモンド社、2021年）
- 『メディアリテラシー　吟味思考（クリティカルシンキング）を育む』（時事通信出版局、2021年）
- 『情報メディア白書2022』（ダイヤモンド社、2022年）
- 『広告白書（2022年度版）』（日本経済新聞出版、2022年）
- 『情報メディア白書2023』（ダイヤモンド社、2023年）
- 『広告白書 2023-24年度版』（日本経済新聞出版、2023年）
- 『情報メディア白書2024』（ダイヤモンド社、2024年）
- 『情報メディア白書2025』（ダイヤモンド社、2025年）

### その他
- 『推しが尊すぎてしんどいのに語彙力がなさすぎてしんどい―腐女子の感情類語辞典―』（一迅社、2018年）

　　インタビュー取材協力：SNS専門家として、ある言葉がSNS上で広く使われ定着していくメカニズムを解説

## テレビ・ラジオ出演

### テレビ（動画配信）
- 「インスタ・エコノミー連動企画 インスタが生む巨大エコノミー」ゲストコメンテーター（LivePicks、2017年）
- 「AbemaPrime」ゲストコメンテーター（AbemaTV、2018年）
- 「PLANETS the BLUEPRINT：天野彬×宇野常寛『「いいね！」でつながる社会のゆくえ』」（2019年）
- 「ひるおび！」パネル解説：SNS上での「リカ活」の流行について（2021年）
- 「ひるおび！」パネル解説：マスク依存に関するネット上の「顔パンツ」という言葉について（2021年）
- 「ABEMA Prime」ゲストコメンテーター：「無名でも有名になれる」TikTokの強みとは?広告収益化でYouTubeと同質化説も（2022年）[10]
- 「おしえて！四千頭身」：SNSの使い方を学ぼう回の講師役（北陸朝日放送、2022年）
- NIKKEI LIVE「Think!エキスパートと考える　自分の可能性を広げる「副業」とは？」（2022年）[11]
- 「遅いインターネット会議」：天野彬×宇野常寛「ショートムービー以降」のインターネット（2022年）
- PIVOT TALK 明石ガクト×天野彬（2022年）[12]
- PLANETS「批評座談会：東京卍リベンジャーズ」（2023年）[13]
- 日本テレビ「スッキリ」：Bondeeの流行についてコメント（2023年）[14]
- 日本テレビ「ZIP!」：「TikTokトレンド大賞2023」についてコメント（2023年）
- BSテレ東「日経NEXT」：「クールジャパンの稼ぐ力」ゲストコメンテーター（2024年）
- NIKKEI LIVE「一歩先の社会人へ、情報を何倍にも活かすプロのワザ（パネリスト：小泉悠氏）」（2025年）[15]

### ラジオ
- 文化放送「ロンドンブーツ1号2号田村淳のNewsCLUB 一橋大学学園祭スペシャル」学生パネリスト（2009年）
- TBSラジオ「文化系トークラジオ Life：いま友達と集まるならどこですか？～ポスト居酒屋コミュニケーションの時代」（2019年10月27日放送）
- 渋谷のラジオ「電通Bチーム渋谷支社：ハンドメイドとマッチングアプリ」（2020年2月26日放送）[16]
- TBSラジオ「ACTION」（パーソナリティ：羽田圭介）ゲスト出演（2020年4月30日放送）
- 渋谷のラジオ「電通Bチーム渋谷支社：クリスマスイブに振り返る2021年」（2021年12月24日放送）[17]

## 連載・寄稿・インタビュー取材など

### 連載
- シェアしたがる心理のこれからを考える（Advertimes、2017年10月 - 2018年12月）
- SNSマーケティングを社会学的に考える（Forbes JAPAN、2018年3月 - 連載中）
- ドミニク・チェンさんと考えるビジュアルコミュニケーションの未来（ウェブ電通報）
- インフルエンサーマーケティング2.0（ウェブ電通報）
- 『シェアしたがる心理』のシェアしたくなる話（ウェブ電通報）
- フェイスブック ジャパン×電通「インフルエンサーってそういうことだったのか会議」（ウェブ電通報）
- SNS史、その20年のターニングポイントはどこか～『SNS変遷史』出版記念連載（ウェブ電通報）
- 企業SNS「中の人」がいま考えるべきこと（IT media 2020年1月-連載中）
- 「推し活」時代に進化するアイドルの価値（ウェブ電通報）
- YouTubeクリエイターのすごさをUUUMと一緒に考える（ウェブ電通報）
- SNS時代のニュースの価値を探る。『メディアリテラシー 吟味思考を育む』刊行連載（ウェブ電通報）
- TikTokの活用法最前線～Z世代の利用実態からマーケティングソリューションまで～（ウェブ電通報）

### 寄稿
- スマートフォンユーザーのアプリ利用実態に迫る（日経消費インサイト、2015年）
- 若者が夢中になるビジュアルコミュニケーションの実態を解明する（日本マーケティング・リサーチ協会「Marketing Researcher vol.130」、2016年）
- インフルエンサーマーケティングの重要性と活用のポイント（日本マーケティング協会「JMA マーケティング・ビュー vol.83」、2018年）
- SNS・ソーシャルメディアが体験の解像度を上げる 販促のポテンシャルはどう変わるか（販促会議、2018年）[18]
- 「#タグる」時代のハッシュタグ戦略（宣伝会議「ブレーン」、2018年10月号）
- Facebook｢利用者24億人を超えた｣スゴい仕組み（東洋経済オンライン、2019年）[19]
- インスタとは違うTikTokが流行った3つの理由（プレジデントオンライン、2019年）[20]
- 「企業人格」を最大化する Twitterの使い方（宣伝会議「広報会議」2019年12月号）
- SNSの変遷とコミュニケーションの進化を知るための3つのキーワード（JAAA Reports 2020年5月号）
- SNS運用の定則・三つのM  ―望ましいソーシャルメディアPDCAのかたちとは？（広告朝日、2020年）[21]
- AISASからALSASへ―AI時代の新しい情報行動モデルへの着目―（広告朝日、2021年）[22]
- ソーシャルコマース―発見型の買い物体験は根付くか―（広告朝日、2021年）[23]
- 若年層に広がる能動でも受動でもないニュース受容」（スマートニュース・メディア研究所、2021年）[24]
- SNSにおける最重要トピックス 「ショートムービー」の可能性と活用のあり方（GALAC、2021年）[25]
- メタヴァース（広告朝日、2021年）[26]
- SNSでシェアされるためのパッケージデザイン（販促会議、2021年12月号 No.284）[27]
- SNSマーケティング概論PESOモデルから読み解く“シェア”の重要性（宣伝会議、2022年1月号 NO.963）
- カスタマー・エクスペリエンス（広告朝日、2022年）[28]
- SNSの最新トピックスとその動向を読み解く（国際文化研修、2022年）[29]
- TikTokの成長を牽引する３つの要素（Markezine、2022年7月号 Vol.79）
- Web3（広告朝日、2022年）[30]
- 情報行動モデル「ALSAS」から読み解く、SNSトレンドに見る新たなモノの売れ方とは？（販促会議、2023年2月号 NO.298）
- Hype（広告朝日、2023年）[31]
- ファンダム（広告朝日、2023年）[32]
- PMF (Product-Market-Fit)（広告朝日、2023年）[33]
- 写真から動画、そしてショート動画へ。若者とメディアの関係性はどう変わった？（ウェブ電通報、2023年）[34]
- MFA（Made For Advertising）（広告朝日、2024年）[35]
- クリエイターエコノミー（広告朝日、2024年）[36]
- クリエイターとコラボの爆発力　ブランド戦略の新潮流（日経デジタルガバナンス、2024年）[37]
- なぜ「猫ミーム」は流行り続けているのか？　ネットの最強コンテンツを分析（ITmediaビジネスオンライン、2024年）[38]
- BAD HOPの「解散ライブマーケティング」は何がすごかった？　SNS専門家が解説（ITmediaビジネスオンライン、2024年）[39]
- いたちごっこのアドフラウド　不正検知も量産もAI（日経デジタルガバナンス、2024年）[40]
- AI広告は好きだが、認めたくない？　調査で判明、生活者のAI受容の実態（日経クロストレンド、2024年）[41]
- 意外な「競合」の台頭も　インフルエンサーマーケティング、10年の変化（ITmediaビジネスオンライン、2024年）[42]
- コネクテッドTV（広告朝日、2025年）[43]
- 「風呂キャンセル界隈」「ファストファッション」「サブスク需要」を読み解くためのたった一つのキーワード（新潮社、BookBang、2025年）[44]

### インタビュー取材・対談など
- 【インスタブームに迫る③】なぜインスタはここまで人気？ 『シェアしたがる心理』の天野彬さんインタビュー（東大新聞オンライン、2018年）[45]
- SNSにみるシェアの心理（GrandStory、2018年）[46]
- SNSの過去・現在・未来（一迅社『推しが尊すぎてしんどいのに語彙力がなさすぎてしんどい―腐女子の感情類語辞典―』所収、2018年）
- 発表！日本を変えるインフルエンサー20人～若者の「教祖」たち（週刊現代、2018年）[47]
- TikTok人気、ブランドにとっての意義とは（Campaign Asia、2018年）
- 【耕論】「つながり過ぎない」年賀状、遅さが重要（朝日新聞、2018年）
- インスタでキラキラ、リアルで自虐。なぜ「結婚のリアル」は話しづらいのだろう。（BuzzFeed Japan、2019年）
- 行動は“ググる”から“タグる”へ。SNS戦略で「勝つマーケター」の思考法（NewsPicks、2019年）[48]
- 【インスタにまつわる3つの誤解】電通 天野氏×フェイスブック 中村氏が紐解く最新ユーザーインサイト（MarkeZine、2019年）[49]
- SNSマーケは「速度」と「シミュラークル」で攻略せよ／電通・天野氏がデータで紐解くコミュニケーション（MarkeZine、2019年）[50]
- SNSのプロ 天野彬さんがInstagramでチェックしていること（Visual Shift、2019年）[51]
- 佐渡島庸平氏×天野彬氏 対談 「SNSは熱量からサステナビリティへ」－コミュニティの本質を考える（Advertimes、2019年）[52]
- 「ＳＮＳ変遷史」天野彬さんインタビュー　「ググる」から「タグる」へ、その先にあるもの（好書好日、2020年）[53]
- 「Twitter、Instagram、Facebookの3大SNSの中でここ数年の伸びが顕著なのは？」（DIME (雑誌)、2020年）[54]
- 「インスタ「インフラ化」の10年」（日経MJ、2020年11月8日）
- 【電通・天野氏×LINE対談】 ネット広告で「心を動かす」には（Advertimes、2020年）[55]
- 「鬼滅」ブームの裏で進む倍速・ながら見・短尺化　長編ヒットの条件とは（AERA、2021年）[56]
- 「クラブハウス」扉開けたら（日経MJ、2021年2月17日）
- 音声SNS「クラブハウス」波紋（産経新聞、2021年2月22日）
- 日経MJ「震災とSNS」（2021年3月）
- 「ひとり担当者」でも始められる！ 専門家と成功事例に学ぶ、動画マーケティングのコツ（IT Media、2021年）
- 「優秀な広報パーソンはどう使う？ 多様化するソーシャルメディアを一挙整理！」（広報会議、2021年）[57]
- ラグジュアリー業界に求められるSDGsとは？（ウェブ電通報、2021年）[58]
- 大人は知らない「地球グミ」（毎日新聞、2021年）[59]
- 「ググる」から「タグる」　情報検索、SNS主流に（日本経済新聞、2021年）[60]
- ファスト映画、なぜ横行　無断編集、10分でネタバレ　強まる「時間効率」重視（時事ドットコム、2021年）[61]
- 「2021年に活用を始めないと乗り遅れる」電通天野氏に聞くTikTok活用の今（Markezine、2021年）[62]
- 映画だけじゃない 急増する「ファスト」コンテンツ（産経新聞、2021年）[63]
- 出版社はTikTokをどう活用すべき？　SNS研究者が指摘する、短尺動画でヒットを生むことの功罪（Real Sound ブック、2022年）[64]
- ［新しい消費のワケ］＜６＞「私専用」の感動　お届け…美容商品「客の最適」照準（読売新聞、2022年）[65]
- TikTokマーケ成功の4条件　偶然の出合いが消費を生むメカニズム（日経クロストレンド、2022年）[66]
- TikTokはSNSではない？急成長するTikTokの現在地とショートムービー時代の活用方法（Markezine、2022年）[67]
- Z世代に広がる「察する」文化　SNS「共有」感覚に大人世代とギャップが生まれる理由（AERA、2022年）[68]
- TikTok売れ分析　「シミュラークル」とは何か（PIVOT、2022年）[69]
- SNSが架け橋となる、「透明性」の高い採用コミュニケーション（Owned Media Recruiting Journal、2023年）[70]
- 電通 天野彬氏×冒険社プラコレ。実践企業が語る「SNS採用」の成功法則（Owned Media Recruiting Journal、2023年）[71]
- SNSに求められるのは「つながり」よりも「おすすめ」――供給ショート動画人気から考える、タイパ重視世代に訴求するコツ（logmi、2023年）
- 実生活と地続きにあるネット世界でのコミュニケーションはどう変わった？（TERMINAL、2023年）[72]
- 日常に切り離せないSNSと、どう向き合うかは自分の気持ち次第（TERMINAL、2023年）[73]
- SNSマーケターが実践　タテ・ヨコ・ナナメの情報収集（日本経済新聞、2023年）[74]
- 電通 天野彬氏の考えるSNS時代とは？！ ～『Bondee』はなぜZ世代に受け入れられているのか？～（@press、2023年）[75]
- 〝質の高い情報〟が求められるようなったTikTokをどう攻略するべきか？電通メディアイノベーションラボ・天野 彬さんに聞くSNS発ヒットの方程式（DIME、2024年）[76]
- 賢者の皆さん、この先の10年どうなりますか？「SNS」編、Classy6月号（光文社、2024年）
- “コレいいな” を探すときは「SNS検索」を。目的やシーン別の使いこなし検索術（ソフトバンクニュース、2024年）[77]
- 10代のZ世代はつぶあん世代!?社会の透明化を促進し「公正さ」をもたらしてくれる存在に（DIME、2024年）[78]
- ファンダムはただの消費者か　推し活に潜む傷と危うさ NIKKEI The STYLE「文化時評」（2024年）[79]
- 「オム兄」のケチャップが爆売れしたワケ　激変インフルエンサーマーケ（日経クロストレンド、2024年）[80]
- 企業のショート動画活用の現在地と展望　「一周回った」その先にある戦略的アプローチとは？（Markezine、2025年）[81]

## 講演・セミナー登壇など
- 宣伝会議「インスタグラムマーケティング基礎講座」（2016年～）[82]
- 「日本のゲームアプリ市場におけるテレビ広告活用のポイント」セミナー（電通、App Annie共催 2016年）
- 全日本広告連盟「夏期広告大学：デジタルシフト化時代のコミュニケーション最前線」（2017年）[83]
- ad:tech tokyo 2017「ジェネレーションZのソーシャル上での行動を理解する」パネリスト（2017年）[84]
- 著者と語る朝渋『シェアしたがる心理～SNSの情報環境を読み解く7つの視点～』著者・天野彬さん（2017年）[85]
- Web広告研究会「ソーシャルメディア利用実態調査2017」ゲストコメンテーター（2018年）[86]
- 宣伝会議 AdverTimes Days 2018「「ググる」よりも「＃タグる」なインスタ世代にマーケターはどう向き合うべきか？（「シェアしたがる心理」著者特別セミナー）」（2018年）
- 宣伝会議「メディア基礎講座」（2018年～）[87]
- 立正大学ゲスト講義「SNSマーケティングの現在」（2019年）
- 農林水産省「ビジュアルコミュニケーションWeek」（2019年）
- Advertising Week Asia 2019 「インフルエンサーはなぜ生活者を魅了するのか―電通 ☓ UUUMの共同調査結果に見るインフルエンサーの魅力の源泉―」（2019年）
- 宣伝会議 AdverTimes Days 2019（秋）「これからの「買われ方」「使われ方」を考える！プロモーション徹底予測2020」（2019年）[88]
- 横須賀市「SNSマーケティング概論」（2019年）
- 日本マーケティング協会「情報メディア白書2020セミナー」（2020年）
- ad:tech tokyo 2020「次世代のインフルエンサーマーケティング」モデレーター（2020年）[89]
- 産業能率大学 コンテンツビジネス研究所 主催「メディアの境界を溶かそう！〜 SNS×ショートムービーコンテンツのトレンド2020〜」（2020年）[90]
- 日本マーケティング協会「情報メディア白書2021セミナー」（2021年）
- 宣伝会議「ソーシャルメディアマーケティング実践講座」（2021年～）
- 慶応義塾大学グローバルリサーチインスティテュート主催「デジタル社会における『新聞』とは何か」シンポジウム（2021年）[91]
- 日本広告学会「GAFA台頭によるこれからの広告と研究（パネリスト）」（2021年）
- 本屋B&B「なぜか『惹かれる企業』の秘密　ソーシャル・ポジショニングとビジネスデザインの現在」（2022年）[92]
- 日本マーケティング協会「情報メディア白書2022セミナー　コロナ共存の日常を拓くメディア環境の変化」（2022年）[93]
- Hengeセミナー「ポストインフルエンサーエコノミーについて語ります。」（2022年）[94]
- 株式会社FinT主催「Social Media Conference 2022 Summer」（2022年）[95]
- 宣伝会議「Sendenkaigi Internet Marketing & Creative Forum」（2022年）[96]
- 本屋B&B：天野彬×廣田周作「新時代カルチャーは、SNSから生まれる（のか？）」『新世代のビジネスはスマホの中から生まれる ショートムービー時代のSNSマーケティング』（世界文化社）刊行記念（2022年）[97]
- メディアアライアンス・パートナー EXPO：「ソーシャルメディア・マーケティング最前線〜いま求められる“第四の壁“を乗り越えるための方法論とは？〜」（明石ガクト氏との対談、2022年）
- インフルエンーマーケティングの今を大解剖！ターゲティングとクリエイティブの精度が命運を分ける（2022年）[98]
- 立教大学・宇野常寛氏担当「若者とメディア」ゲスト講師（2022年）
- インスタサミット2023 presented by SAKIYOMI（2023年）[99]
- Markezine Day「企業・ブランドのためのショート動画活用法」（2023年）[100]
- Creators MIX 2023：Z世代を知り、共創する――企業と生活者とクリエイターが「ともにつくる」ために（2023年）
- テレビ東京「モーサテ塾②：若者にとっての情報収集術 日経電子版活用法」（2023年）[101]
- InterBEE2023「ソーシャルメディアのための動画クリエイティブ」[102]
- VR Forum2023「メディア行動はどう変わる？～Z世代、動画、SNS、AI…生活者と社会の変化から考える～」[103]
- SmartNewsAdsConference2024「タイパ世代が重視する「信頼性」というジレンマ」[104]
- SNS MARKETING CONFERENCE 〜あの企業はなぜ、SNSに注力するのか〜（2024年）[105]
- ad:tech tokyo 2024「ショート動画・ドラマにおけるテクノロジー×クリエイティブ」モデレーター（2024年）[106]
- "ライブ配信メディア"に時間もお金も使う若者たち ～Z世代への新たなアプローチ方法を考える～（2024年）[107]
- タテ型動画マーケティングの最前線（2024年）[108]
- いま話題の「界隈消費」とは？インフルエンサーやコミュニティを活用した最新マーケティング戦略（2025年）[109]
- SNSマーケティング最前線セミナー～縦型動画×インフルエンサーマーケの最新トレンドが分かる！～（2025年）[110]
- BeReal社主催「BeReal. Time Z世代の「今」を動かす、2分間の感情設計。」ゲスト登壇（2025年）[111]

## プロジェクト・研究会・委員など
- スマートニュース・メディア研究所「格差・分断の広がりとメディアのあり方を考える研究会」（2020年～2021年）[112]
- 日本広告学会・デジタルシフト研究委員会（2021年～）
- 日経Think! エキスパートコメンテーター（2021年～）[113]
- 明治学院大学社会学部非常勤講師（2023年～）[114]
- TikTok for Business Japan Awards 2024 Creative Category審査員（2024年）[115]
- Surfvote 公式オーサー（2024年～）[116]

## 賞歴
- 「MIRAI DESIGN AWARD 2030」受賞（2011年）
- 第66回広告電通賞インターネット部門優秀賞（2013年）
- デジタルマーケティング分野における日本の若手代表インフルエンサーとしてAdobeより選出（2018年）
- JAAA（日本広告業協会）第52回懸賞論文Finalists選出（2022年）[117]
- JAAA（日本広告業協会）第53回懸賞論文Finalists選出（2023年）[118]
- JAAA（日本広告業協会）第54回懸賞論文Finalists選出（2024年）